# هیده‌کی ماتسوتاکه
هیده‌کی ماتسوتاکه (انگلیسی: Hideki Matsutake؛ زادهٔ ۱۲ اوت ۱۹۵۱) آهنگساز، تنظیم، and computer programmer اهل ژاپن است.